# Abu Dabi
Abu Dabi (en árabe: أبو ظَبْيِ‎ Abu Dabi 'padre de una gacela') es la capital y segunda ciudad más poblada de los Emiratos Árabes Unidos, así como del emirato homónimo. Abu Dabi se encuentra en una isla en forma de T al sureste del golfo Pérsico. El emirato en sí cubre una superficie de 67 340 km² y tenía una población de 860 000 habitantes en 2007.
Abu Dabi aloja importantes oficinas del gobierno federal y es la sede del Gobierno de los Emiratos Árabes Unidos, así como sede de la familia real emiratí. Abu Dabi ha crecido hasta convertirse en una metrópolis cosmopolita. Su rápido desarrollo y urbanización, junto con la relativamente elevada renta media de su población, han impulsado una transformación de Abu Dabi en la última década del siglo XX y primera del siglo XXI. A comienzos del siglo XXI, la ciudad es el centro de la vida política del país, de las actividades industriales y de gran tradición cultural. Además, es el centro comercial debido a su posición como capital. Abu Dabi genera por sí sola el 15% del PIB de los Emiratos Árabes Unidos. La capital emiratí es sede de importantes instituciones financieras, como el Abu Dhabi Securities Exchange, el Banco Central de los Emiratos Árabes Unidos, y la sede corporativa de muchas empresas nacionales y multinacionales. Uno de los mayores productores mundiales de petróleo, Abu Dabi ha tratado de diversificar su economía en los últimos años a través de inversiones en los servicios financieros y turismo. Abu Dabi es la tercera ciudad más cara en la región y la 26.ª ciudad más cara del mundo.

## Etimología y origen del nombre
Abu Zabi significa, literalmente 'padre de una gacela'. El nombre es relativamente reciente, el lugar era llamado ملح milh sal anteriormente y no hay referencias documentadas sobre su origen. La leyenda lo relaciona con la caza de una gacela por Dhiyab bin Isa Al Nahyan jeque de los Bani Yas del oasis de Liwa en el siglo XVIII, quien la persiguió hasta la actual isla de Abu Dabi, donde encontró un manantial. En torno a dicha fuente, su hijo Shakhbut estableció la aldea que daría origen a la ciudad.

## Historia
El origen del Abu Dabi actual se remonta a la ascensión de una importante confederación tribal, la Bani Yas, a finales del siglo XVIII, que se hizo con el control de Dubái. En el siglo XVIII, Dubái y Abu Dabi emprendieron caminos juntos.
A mediados del siglo XX, la economía de Abu Dabi seguía basándose en la cría de camellos, la producción de dátiles y verduras en los oasis del interior en Al Ain y Liwa, la pesca y la búsqueda de perlas en las costas de la ciudad de Abu Dabi, ocupada principalmente durante los meses de verano. La mayoría de los asentamientos de la ciudad de Abu Dabi estaban hechos de hojas de palma (barasti), mientras que las familias adineradas vivían en cabañas de barro. El crecimiento experimentado por la industria de la perla durante la primera mitad del siglo XX hizo más difícil la vida de los habitantes de Abu Dabi, ya que las perlas eran su principal exportación y fuente de ingresos.
En 1939, el jeque Shakhbut bin Sultan Al Nahyan otorgó concesiones petrolíferas, encontrándose por primera vez petróleo en 1958. Al principio, el dinero procedente del petróleo tuvo un escaso impacto: se levantaron unos pocos edificios de cemento de poca altura y en 1961 se terminó la primera carretera asfaltada. El jeque Shakbut, que dudaba de que los nuevos derechos o regalías petrolíferas fueran a durar, prefirió actuar con cautela y ahorrar los beneficios en lugar de invertirlos en desarrollo. Su hermano, Zayed ibn Sultán Al Nahayan, vio que la riqueza petrolífera tenía potencial suficiente como para transformar Abu Dabi. La familia en el poder, los Al Nahayan, decidió que el Jeque Zayed sustituyera a su hermano en el cargo e hiciera realidad su idea de desarrollar el país. El 6 de agosto de 1966, con ayuda británica, el Jeque Zayed se convirtió en el nuevo mandatario.
Con el anuncio por parte del Reino Unido en 1968 de que se retiraría de la zona del Golfo hacia 1971, el Jeque Zayed se convirtió en el principal impulsor de la formación de los Emiratos Árabes Unidos.
Con la independencia de los Emiratos en 1971, los petrodólares siguieron llegando a la zona, por lo que las tradicionales viviendas de barro fueron sustituidas por bancos, boutiques y modernas torres.

## Geografía

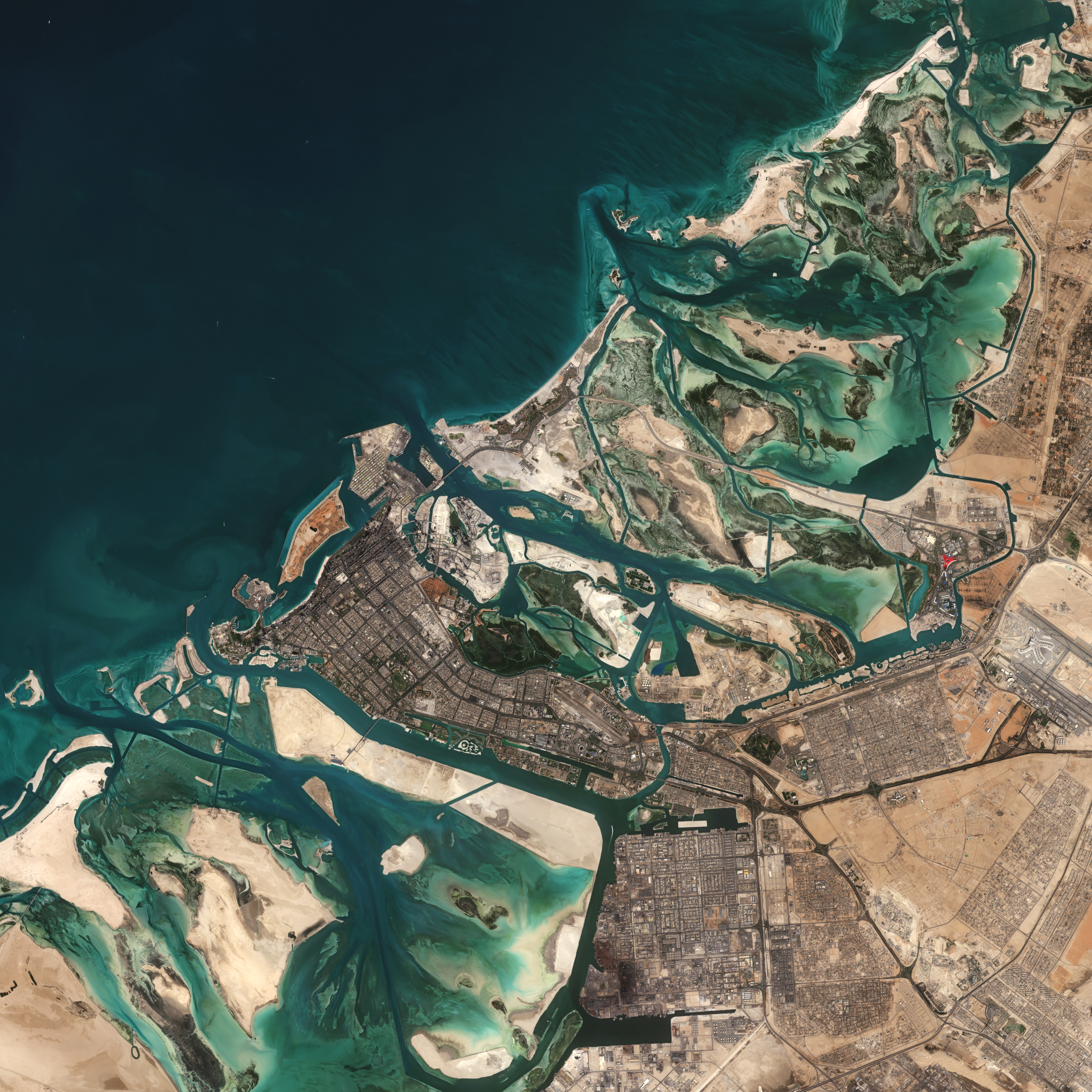
Vista satelital de Abu Dabi tomada el 27 de enero de 2019 por el Sentinel-2 del Programa Copérnico de la Agencia Espacial Europea.

La ciudad de Abu Dabi está geográficamente ubicada en la parte sudoriental del golfo Pérsico en la península arábiga. Sus vecinos son el Reino de Arabia Saudí y el Sultanato de Omán y por el norte limita con el emirato de Dubái. Se encuentra en una isla situada a menos de 250 metros de la costa y está unido al continente por los puentes de Maqta y Mussafah. Un tercer puente, diseñado por Zaha Hadid, se encuentra actualmente en construcción. Los puentes que conectan a la isla de Reem y la isla de Saadiyat también están en fase de construcción y deberían estar completos en 2011.
La mayor parte de Abu Dabi se encuentra en la propia isla, pero tiene muchos suburbios en el continente, por ejemplo: el Khalifa A, B, Khalifa, la playa de Rhaha, el situado entre los dos puentes, Baniyas y el Residencial Mussafah.

### Clima

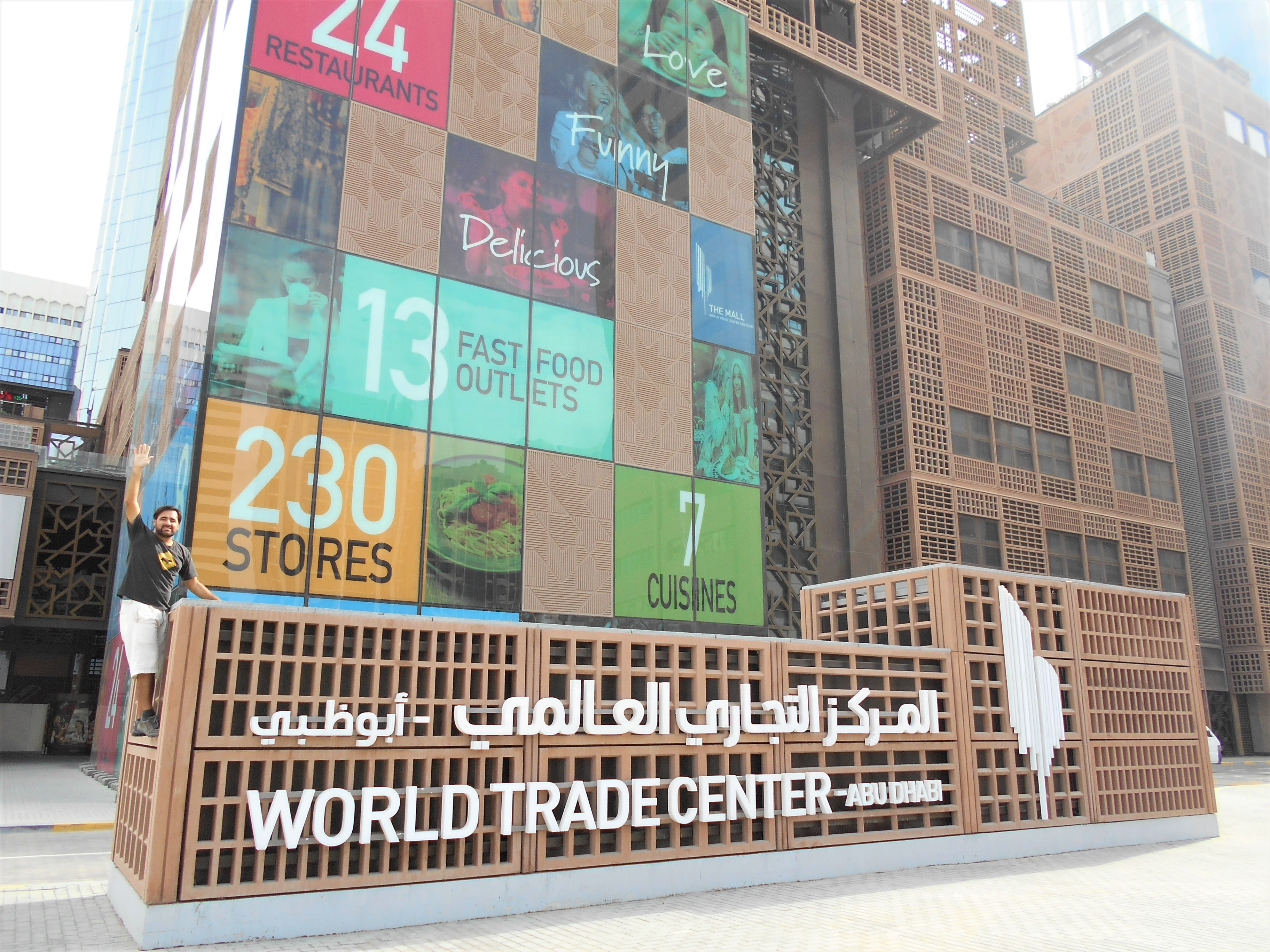
World Trade Center (Abu Dabi).

La ciudad experimenta un clima desértico tipo BWh, según la clasificación climática de Köppen, que se caracteriza por temperaturas medias altas y precipitaciones muy escasas rondando los 57 mm anuales. Durante todo el año predominan los cielos soleados y azules. Los meses de junio a septiembre suelen ser cálidos y húmedos, con temperaturas cuya media supera los 40 °C (104 °F). En esta época, pueden producirse tormentas de arena aisladas, que en algunos casos reducen la visibilidad a unos pocos metros. El tiempo suele ser agradable de octubre a mayo. La época de enero a febrero suele ser más fresca, por lo que puede hacer falta ponerse una chaqueta. Durante este periodo puede haber también una densa niebla en algunos días. La ciudad del oasis de Al Ain, a unos 150 km de distancia, en la frontera con Omán, registra regularmente las temperaturas veraniegas más elevadas del país, aunque el aire del desierto y las frescas tardes hacen de él un retiro tradicional frente al intenso calor del verano y la humedad que afecta durante todo el año a la capital.
| Parámetros climáticos promedio de Abu Dabi | Parámetros climáticos promedio de Abu Dabi | Parámetros climáticos promedio de Abu Dabi | Parámetros climáticos promedio de Abu Dabi | Parámetros climáticos promedio de Abu Dabi | Parámetros climáticos promedio de Abu Dabi | Parámetros climáticos promedio de Abu Dabi | Parámetros climáticos promedio de Abu Dabi | Parámetros climáticos promedio de Abu Dabi | Parámetros climáticos promedio de Abu Dabi | Parámetros climáticos promedio de Abu Dabi | Parámetros climáticos promedio de Abu Dabi | Parámetros climáticos promedio de Abu Dabi | Parámetros climáticos promedio de Abu Dabi |
| Mes                                        | Ene.                                       | Feb.                                       | Mar.                                       | Abr.                                       | May.                                       | Jun.                                       | Jul.                                       | Ago.                                       | Sep.                                       | Oct.                                       | Nov.                                       | Dic.                                       | Anual                                      |
| ------------------------------------------ | ------------------------------------------ | ------------------------------------------ | ------------------------------------------ | ------------------------------------------ | ------------------------------------------ | ------------------------------------------ | ------------------------------------------ | ------------------------------------------ | ------------------------------------------ | ------------------------------------------ | ------------------------------------------ | ------------------------------------------ | ------------------------------------------ |
| Temp. máx. abs. (°C)                       | 33.7                                       | 38.1                                       | 43.0                                       | 44.7                                       | 46.9                                       | 48.8                                       | 48.7                                       | 49.2                                       | 47.7                                       | 43.0                                       | 38.0                                       | 33.4                                       | 49.2                                       |
| Temp. máx. media (°C)                      | 24.1                                       | 26.0                                       | 29.5                                       | 34.5                                       | 39.3                                       | 40.8                                       | 42.1                                       | 42.9                                       | 40.4                                       | 36.5                                       | 31.1                                       | 26.3                                       | 34.5                                       |
| Temp. media (°C)                           | 18.8                                       | 19.6                                       | 22.6                                       | 26.4                                       | 31.2                                       | 33.0                                       | 34.9                                       | 35.3                                       | 32.7                                       | 29.1                                       | 24.5                                       | 20.8                                       | 27.4                                       |
| Temp. mín. media (°C)                      | 13.2                                       | 14.6                                       | 17.5                                       | 20.8                                       | 23.8                                       | 26.1                                       | 28.8                                       | 29.5                                       | 26.6                                       | 23.2                                       | 18.7                                       | 15.8                                       | 21.6                                       |
| Temp. mín. abs. (°C)                       | 5.0                                        | 5.0                                        | 8.4                                        | 11.2                                       | 16.0                                       | 19.8                                       | 16.5                                       | 17.0                                       | 19.0                                       | 12.0                                       | 10.5                                       | 7.1                                        | 5.0                                        |
| Precipitación total (mm)                   | 7.0                                        | 21.2                                       | 14.5                                       | 6.1                                        | 1.3                                        | 0                                          | 0                                          | 1.5                                        | 0                                          | 0                                          | 0.3                                        | 5.2                                        | 57.1                                       |
| Días de precipitaciones (≥ 0.2 mm)         | 1.2                                        | 2.8                                        | 2.8                                        | 1.2                                        | 0.1                                        | 0.0                                        | 0.0                                        | 0.1                                        | 0.0                                        | 0.0                                        | 0.2                                        | 1.5                                        | 9.9                                        |
| Horas de sol                               | 246.1                                      | 232.6                                      | 251.1                                      | 280.5                                      | 342.2                                      | 336.9                                      | 314.2                                      | 307.5                                      | 302.4                                      | 304.7                                      | 286.6                                      | 257.6                                      | 3462.4                                     |
| Humedad relativa (%)                       | 68                                         | 67                                         | 63                                         | 58                                         | 55                                         | 60                                         | 61                                         | 63                                         | 64                                         | 65                                         | 65                                         | 68                                         | 63.1                                       |
| Fuente: NOAA (1971–1991)                   |                                            |                                            |                                            |                                            |                                            |                                            |                                            |                                            |                                            |                                            |                                            |                                            |                                            |

## Economía
Abu Dabi posee el 9% de todas las reservas de petróleo del mundo (98,2 miles de millones de barriles) y casi el 5% del consumo mundial de gas natural (5,8 billones de metros cúbicos), la gran riqueza en hidrocarburos de los Emiratos Árabes Unidos (EAU) le da uno de los PIB per cápita más altos del mundo. Abu Dabi es propietario de la mayoría de estos recursos (95% del petróleo y el 92% de gas). La compañía nacional de petróleo Abu Dhabi National Oil Company afirmó en agosto de 2006 que los EAU están dispuestos a ampliar la producción de petróleo crudo a 2,8 millones de barriles por día (bpd) y uno de sus objetivos es impulsar la producción de barriles por día hasta 4 millones para 2010.

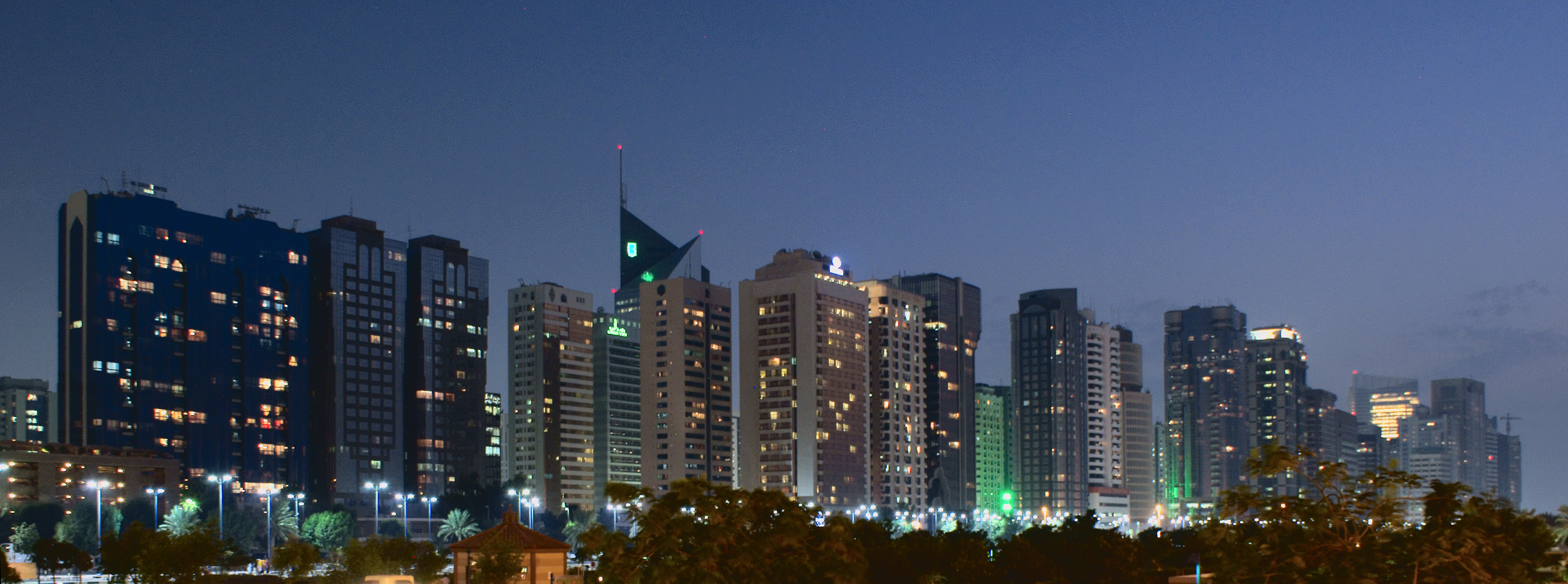
Vista nocturna de Abu Dabi.

Recientemente, el Gobierno ha promovido la diversificación de la economía, impulsada por el aumento de los precios del petróleo, sin embargo los sectores no petroleros y gasíferos del PIB constituyen hoy en día el 64% del PIB total de los EAU. Esta tendencia se refleja en Abu Dabi con una nueva inversión sustancial en la industria, bienes raíces, turismo y comercio al por menor. Abu Dabi es el mayor productor de petróleo de los Emiratos, que ha cosechado la mayor parte de los beneficios de esta tendencia. Ha realizado un programa de liberalización y diversificación para reducir la dependencia del emirato en el sector de hidrocarburos. Esto es evidente en el énfasis en la diversificación industrial con la realización de una zona franca industrial conocida como la Ciudad Industrial de Abu Dabi y la construcción de otra, ICAD II, en otro sector. También ha habido una campaña para promover el turismo y los sectores de bienes raíces con la Autoridad de Turismo de Abu Dabi y la Compañía de Desarrollo de Inversiones estatal desarrolla varios proyectos de gran escala. Estos proyectos serán complementados con una mejora de las infraestructuras de transporte, con un nuevo puerto, la ampliación del aeropuerto y un proyecto de enlace ferroviario entre Abu Dabi y Dubái todos estos en fases de desarrollo.
Abu Dabi es el emirato más rico de los Emiratos Árabes Unidos en términos de producto interior bruto (PIB) y el ingreso per cápita. El PIB per cápita llegó a 63 000 dólares, que está muy por encima de la media de ingresos de los Emiratos Árabes Unidos y que ocupa el tercer lugar en el mundo después de Luxemburgo y Noruega. Abu Dabi también planea muchos proyectos de futuro compartido con el Consejo de Cooperación para los Estados Árabes del Golfo Pérsico (CCG), Los Emiratos Árabes Unidos es una economía en rápido crecimiento: en 2006 el ingreso per cápita creció en un 9%, tuvo PIB per cápita de 49 700 dólares y la clasificación en tercer lugar en el mundo en paridad del poder adquisitivo. Abu Dabi desempeña un papel importante en la economía mundial. El fondo soberano de inversión de Abu Dabi, la Abu Dhabi Investment Authority (ADIA), actualmente está estimado en 875 mil millones de dólares, el más rico de los fondos soberanos del mundo, en términos de valor total de los bienes. Etihad Airways mantiene su sede en Abu Dabi.

## Educación
- INSEAD
- Universidad de Khalifa
- Universidad Paris-Sorbonne-Abou Dabi

## Urbanismo

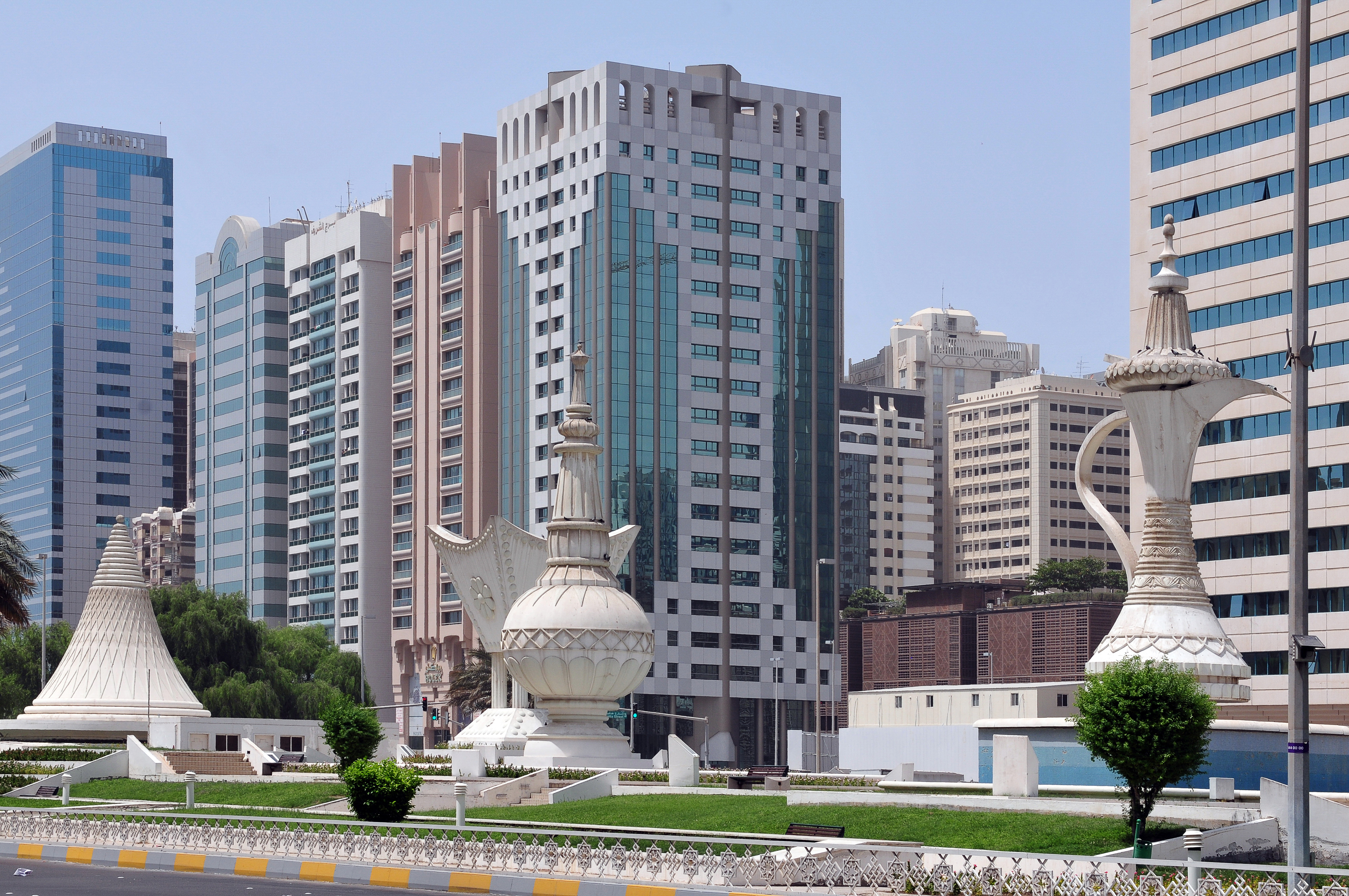
Centro de la ciudad.

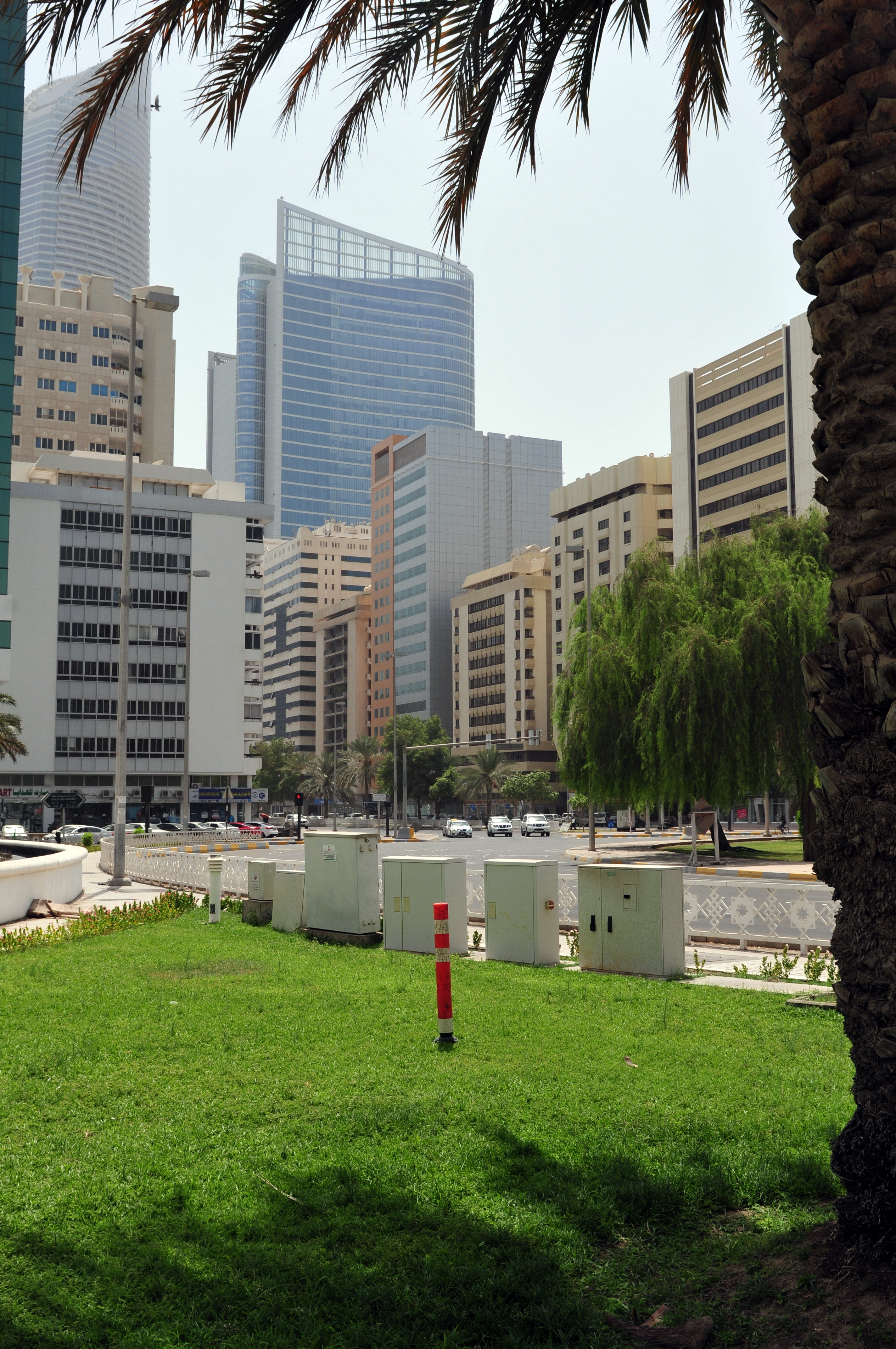
Abu Dabi.

El planteamiento de la ciudad se realizó en la década de 1970 (todo lo que queda del anterior asentamiento es Al Hosn Fort) para una población estimada de un máximo de 600 000 habitantes. Según lo que en aquellos tiempos era una planificación ideal, la ciudad cuenta con amplias carreteras en cuadrícula y grandes torres.
En el extremo norte de la isla, donde la densidad de población es mayor, las calles principales están plagadas de torres de veinte pisos. Dentro de este rectángulo, hay una cuadrícula normal de carreteras con edificios no tan altos (chalets de dos plantas o edificios de seis).
Fuera de las áreas más pobladas, el terreno suele destinarse a edificios gubernamentales y chalets privados.
El correo se entrega únicamente en apartados de correos; no existe un reparto puerta-por-puerta.
Hay numerosos parques (o 'jardines públicos') por toda la ciudad. La entrada suele ser gratuita para los niños, aunque a menudo sí que suelen cobrarla a los adultos.

### Problemas de planificación
- A causa de los grandes rascacielos, muy juntos, el alojamiento suele ser oscuro y claustrofóbico.
- Aunque hay un sistema de direcciones para los edificios, su uso es escaso, lo que dificulta la localización de direcciones. Las indicaciones suelen darse de forma relativa a sitios conocidos cercanos.
- La falta de un sistema de transporte público amplio, fiable y frecuente lleva a la casi total dependencia en los coches privados como medio de transporte.
- La población de la ciudad sobrepasa con mucho el máximo de población que se calculó cuando se diseñó en un principio. Esto provoca una considerable congestión circulatoria, la falta de espacios de aparcamiento y el hacinamiento.
- Las carreteras en cuadrícula hace que poner en marcha un sistema de transporte público resulte complicado sin que sea necesario recorrer una cierta distancia a pie, lo que iría en detrimento de su utilización.

### Desarrollo futuro

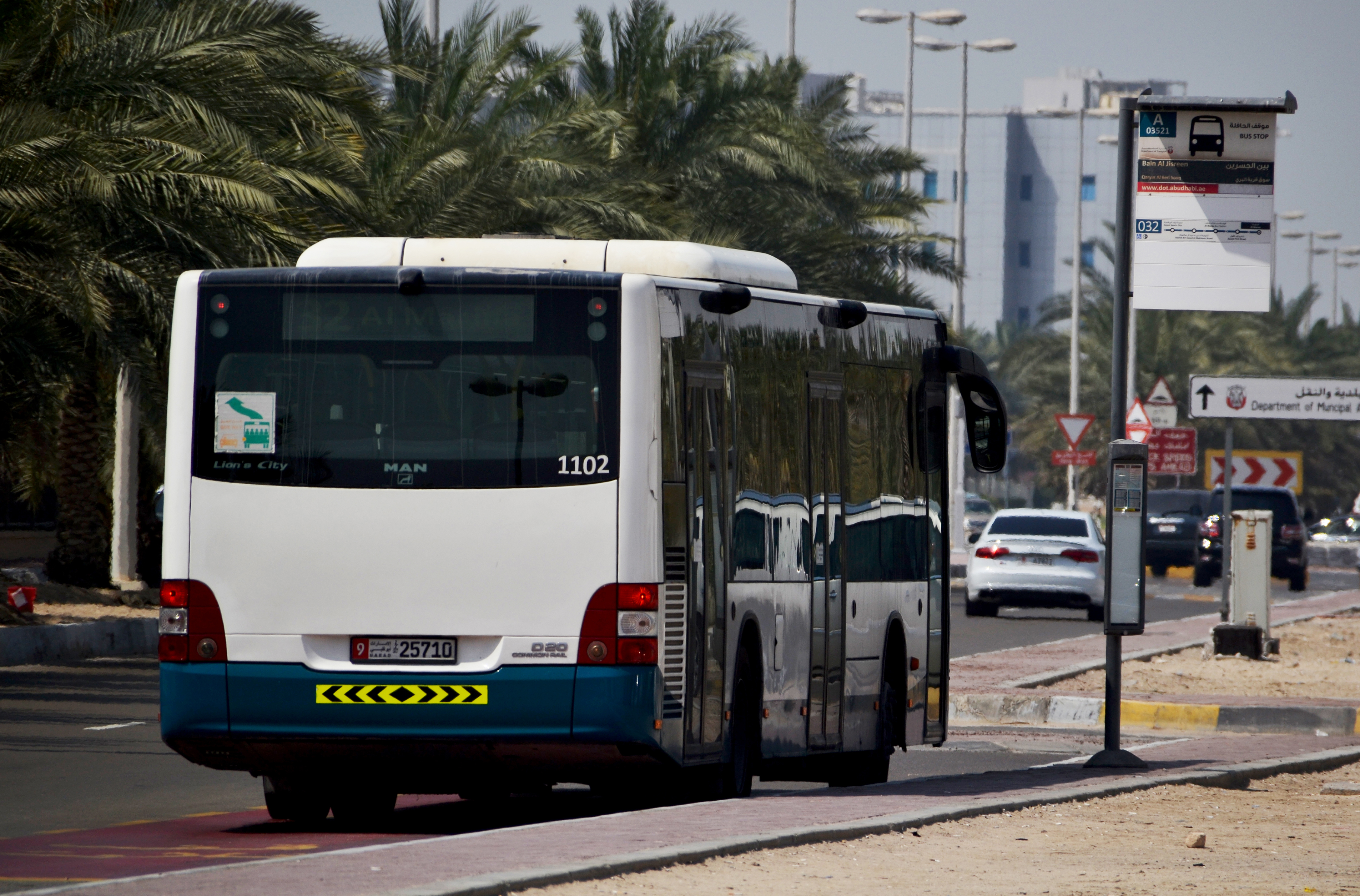
Autobús público de Abu Dabi.

Existen planes para un servicio de metro y mejorar el existente de autobuses, para resolver los problemas circulatorios. Los nuevos proyectos en las islas que rodean la ciudad pretenden incrementar la población de la ciudad en 800 000 personas.
Los principales proyectos en construcción son:
- Al Raha
- Isla Al Lulu
- Isla Al Reem
- Isla de Saadiyat ("Isla de la Felicidad")
- Isla de Yas

## Cultura

### Idioma
La mayoría de los habitantes de Abu Dabi son trabajadores expatriados y profesionales procedentes de Bangladés, India, Pakistán, Egipto, Filipinas, Reino Unido y otras partes del mundo. También está muy extendido el uso del inglés y el urdu.
La población nativa habla árabe del Golfo. Socialmente persiste la organización en clanes. La familia al-Nahyan, parte de la rama al-Falah de la tribu Bani Yas, es quien gobierna el emirato y desempeña un papel central en la sociedad.

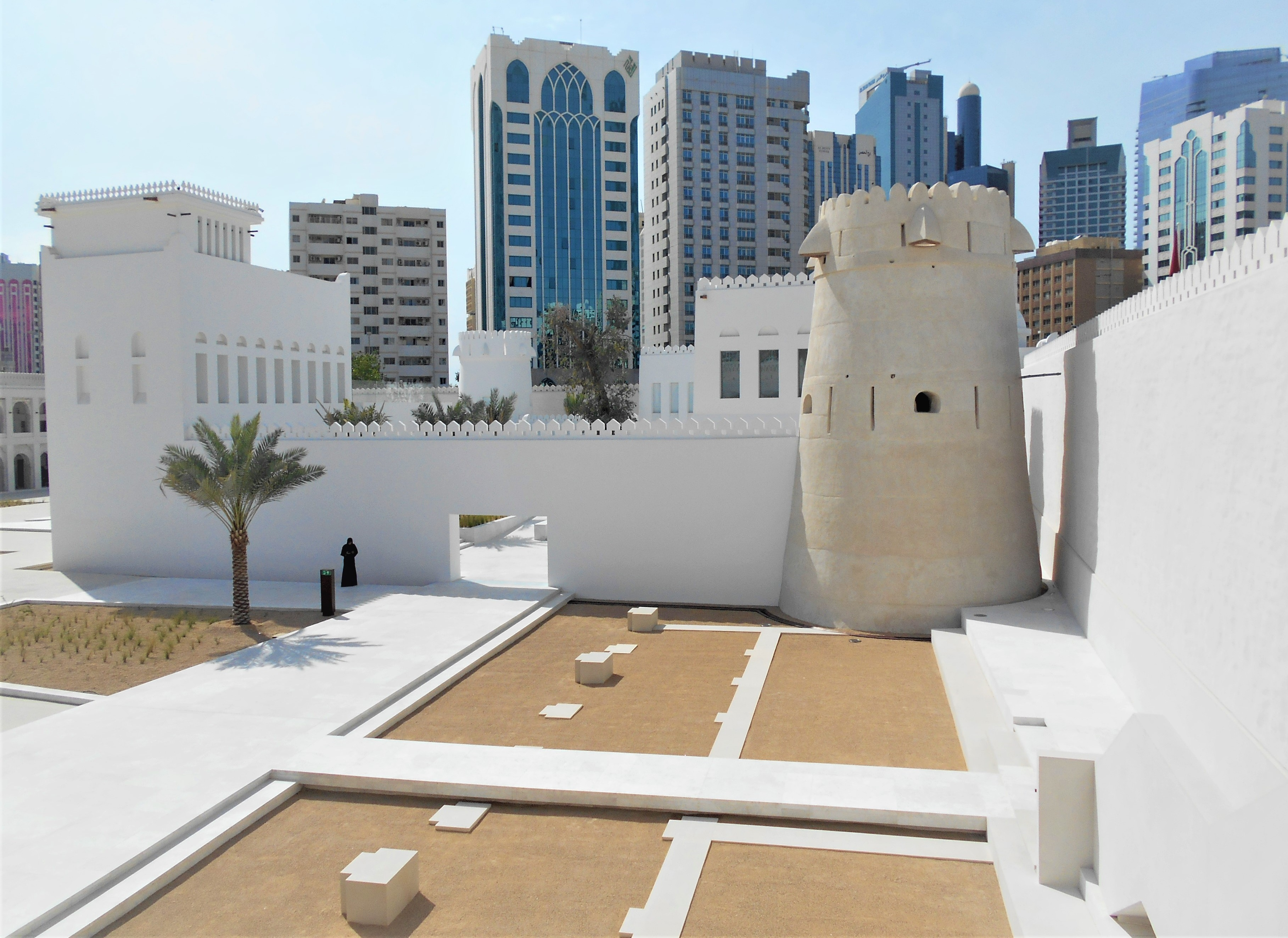
Qasr al Hosn, el edificio más antiguo de Abu Dabi, en contraste con los modernos rascacielos.

### Edificios y estructuras
La ciudad de Abu Dabi es una urbe moderna con amplias avenidas, edificios de oficinas y apartamentos de gran altura y tiendas de lo más animado. Las principales vías públicas son The Corniche, Airport Road, Sheikh Zayed Street, Hamdan Street y Khalifa Street. Muchas calles se conocen por la cantidad de negocios especializados que contienen. Hamdan Street es la calle principal para las compras, en Khalifa Street abundan los bancos, mientras que Al Najdha Street es famosa por sus ferreterías, Defense St está plagada de tiendas de telefonía y Sheikh Zayed St (conocida también como Electra Street) es la calle dedicada a la informática.
La ciudad de Abu Dabi es conocida en la región por su verdor: la antigua franja del desierto hoy comprende numerosos parques y jardines. Los edificios más emblemáticos son el Qasr al-Hosn (o también Old Fort o White Fort), la Torre del Reloj (ahora demolida para construir el nuevo Corniche), la sede de la Abu Dhabi National Oil Company (ADNOC) y sus muchas filiales, además de la Fundación Cultural. The Corniche, reformado en 2005, es ahora uno de los mejores parques marítimos del Golfo.
Los proyectos actuales de Abu Dabi, al igual que los de su vecino Dubái, evidencian una serie de obras maestras arquitectónicas a cargo de, entre otros, Zaha Hadid, Frank Gehry y Jean Nouvel. Este último ha proyectado la sede de una delegación del Museo del Louvre, un proyecto muy discutido en Europa que permitirá contemplar obras de arte del museo parisino en el emirato, a cambio de un importante pago económico.
Otros centros urbanos del emirato de Abu Dabi son Al Ain y Ruwais. Al Ain es un conglomerado de pueblos repartidos por un valioso oasis; que hoy albergan la universidad nacional, la UAEU. Al Ain se anuncia como la Ciudad Jardín de los EAU.
Existe también el Palacio de los emiratos, que tiene la fama de ser el hotel más caro construido jamás, con un coste superior a los 3 mil millones de dólares. Se trata de un hotel de lujo situado en la capital, Abu Dabi. Fue construido y es propiedad del gobierno de Abu Dabi, gestionado en la actualidad por el Grupo Kempinski.

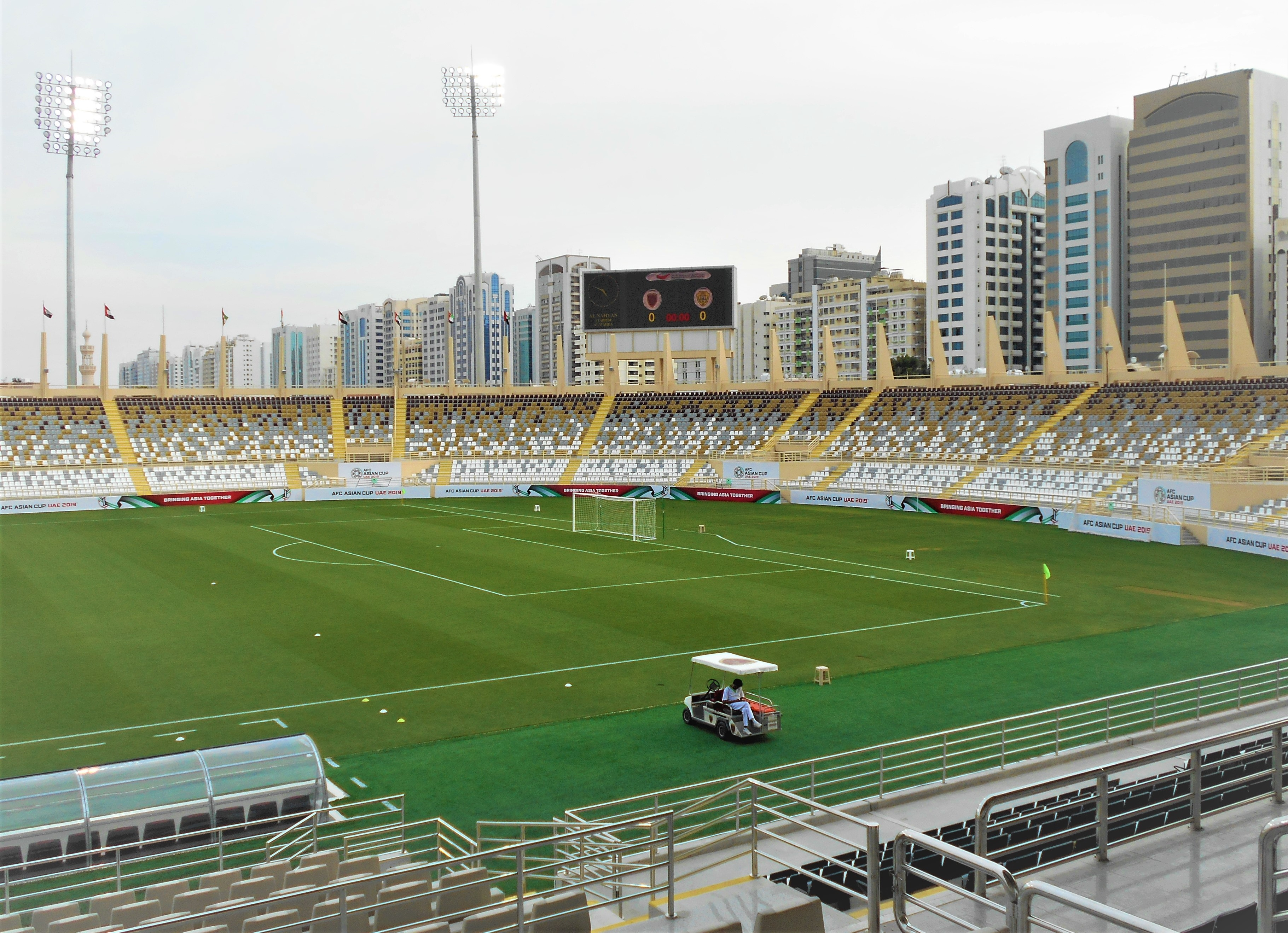
Estadio Al Nahyān, donde juega de local Al Wahda.

### Deporte
En la Liga Árabe del Golfo de fútbol se han destacado dos equipos de Abu Dabi: Al-Wahda fue cuatro veces campeón y tres veces subcampeón, en tanto que Al-Jazira fue una vez campeón y cuatro veces subcampeón. Además, la Copa Mundial de Clubes de la FIFA se jugó en Abu Dabi en 2009 y 2010.
El Campeonato de Abu Dabi de Golf forma parte del denominaado European Tour desde 2006. La Fórmula 1 disputa el Gran Premio de Abu Dabi en el Circuito de Yas Marina desde 2009. También se realiza desde 2009 el Capitala World Tennis Championship, un torneo de tenis de exhibición con los principales jugadores masculinos. La ciudad también alberga el Festival de Ajedrez de Abu Dabi y una de las pruebas anuales del Campeonato Mundial de Triatlón.
UAE Warriors, la más importante promotora de artes marciales mixtas en el emirato, tiene su sede en Abu Dabi y fue fundada en 2012 para impulsar el deporte. En 2014 se realizó el evento UFC Fight Night: Nogueira vs. Nelson en la Du Arena e incluso por otro lado en 2019 llegó incluso a ostentar el título de «capital mundial del deporte» en 2019.

## Gobierno

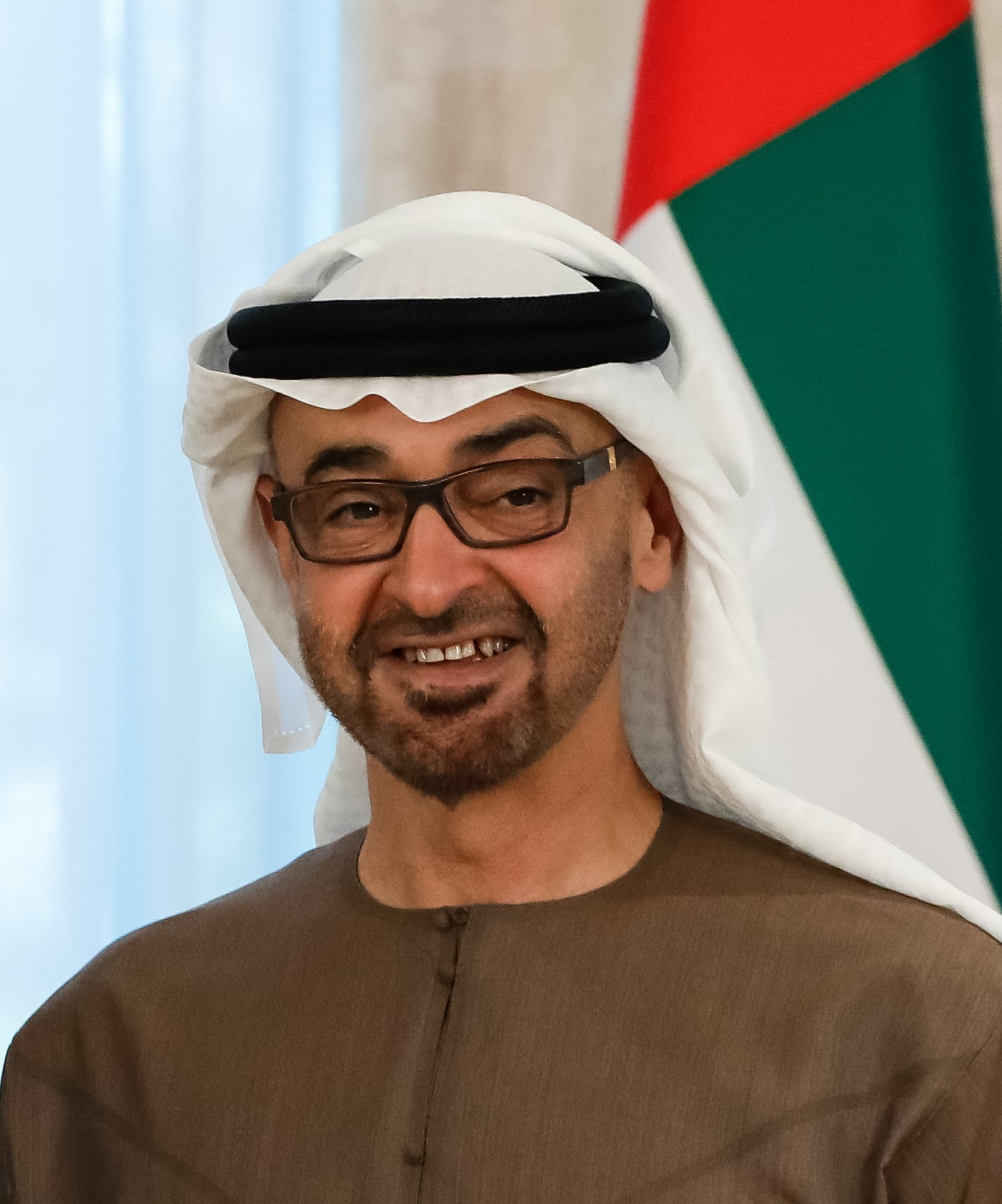
El jeque Mohamed bin Zayed Al Nahayan.

El jeque Mohamed bin Zayed Al Nahayan es el emir hereditario y gobernante de Abu Dabi, además del presidente actual de los Emiratos Árabes Unidos (EAU). Es hijo del jeque Zayed bin Sultan Al Nahyan, el primer presidente de los Emiratos Árabes Unidos. Fue el Príncipe Heredero de Abu Dabi y ejerce una influencia considerable en su calidad de Presidente de Abu Dabi en el Consejo Ejecutivo y Comandante Supremo Adjunto de Abu Dabi de las fuerzas armadas.
La ciudad está, ante todo, supervisada por el Consejo Ejecutivo de Abu Dabi, que está presidido por el Príncipe Heredero, el jeque Mohammed bin Zayed Al Nahyan. El número total de miembros del Consejo Ejecutivo se ha reducido a 12 desde la sucesión y está formado, en gran parte, por destacados miembros de la familia gobernante, así como por un número de respetados políticos.
Los emiratos mantienen sus reglas hereditarias que, como grupo, forman el Consejo Supremo de Gobernantes de los Emiratos Árabes Unidos, encabezados por el presidente. Aunque la presidencia es renovable cada cinco años a través de una votación en el consejo, el jeque Zayed bin Sultan Al-Nahyan ocupó la Presidencia de la formación de los Emiratos Árabes Unidos hasta su muerte en noviembre de 2004, y hay un acuerdo implícito de que el gobernante de Abu Dabi será siempre elegido presidente.
A nivel federal, las leyes deben ser ratificadas por el Consejo Supremo. El Consejo de Ministros es la autoridad ejecutiva del Estado. Este gabinete de 20 miembros está encabezado por el presidente elegido del primer ministro, cargo que actualmente ocupa el gobernante de Dubái, el jeque Mohammed bin Rashid Al Maktoum. El gabinete también se refiere al Consejo Nacional Federal (FNC), un miembro consultivo en el que cada emirato designa a un cierto número de miembros. En el caso de Abu Dabi, se trata de ocho. Los procedimientos para el ejercicio de la FNC han sido modificados recientemente a fin de que cada emirato debe ahora seleccionar a sus representantes a través de un órgano electoral. El tamaño de cada autoridad electoral debe ser 100 veces mayor que el número de representantes que designe. La mitad de los miembros de cada órgano electoral serán seleccionados por la regla del emirato, mientras que la otra mitad serán elegidos directamente por los residentes en el emirato. Estas modificaciones se consideran el primer paso de un amplio programa de reforma electoral que verá una mayor representación a nivel federal.

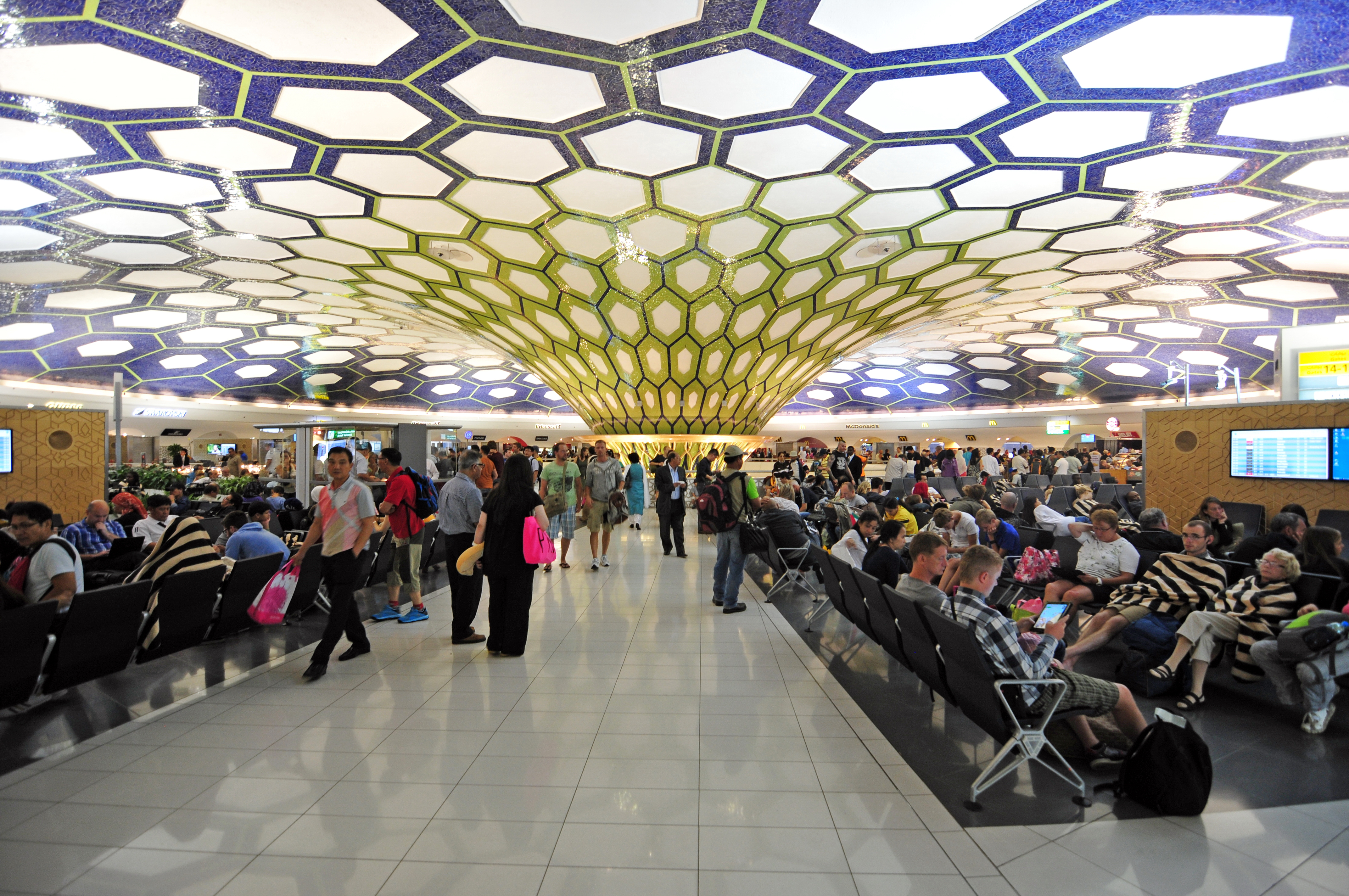
Terminal del aeropuerto de Abu Dabi.

## Transporte
El Aeropuerto Internacional de Abu Dabi, con código IATA (AUH), comunica a la ciudad por el aire. La hora local es UTC+4. Los principales medios de transporte por carretera en la ciudad son los vehículos privados y los taxis, aunque también existen autobuses públicos, gestionados por la Municipalidad de Abu Dabi, pero es la población con menor poder adquisitivo la que recurre a ellos. Hay rutas de autobús que llevan a las poblaciones cercanas, como Baniyas, Habashan y Al Ain (la ciudad jardín de los EAU), entre otras. Hay otro servicio más reciente, que comenzó en 2005 entre Abu Dabi y la ciudad comercial de Dubái (a unos 160 km).

## Ciudades hermanadas
- Belén (Estado de Palestina).[23]

- Brisbane (Australia); desde 2009.[24]

- Houston (Estados Unidos); desde 2002.[25]

- Madrid (España); desde 2007.[26]

- Minsk (Bielorrusia); desde 2007.[27]

- Nicosia (Chipre); desde 2004.

- Pekín (China); desde 2007.[26]